# Weiherburg
Weiherburg är ett slott i Österrike.   Det ligger i distriktet Lienz och förbundslandet Tyrolen, i den centrala delen av landet, 300 km sydväst om huvudstaden Wien. Weiherburg ligger 1 247 meter över havet.
Terrängen runt Weiherburg är huvudsakligen bergig, men åt sydost är den kuperad. Närmaste större samhälle är Lienz, 8,9 km sydost om Weiherburg. 
I omgivningarna runt Weiherburg växer i huvudsak blandskog. Runt Weiherburg är det ganska glesbefolkat, med 26 invånare per kvadratkilometer.